# Mästerskapsserien
Mästerskapsserien var en kortlivad fotbollsserie för herrar i Sverige, spelad 1991 och 1992 för att kora svenska mästare. De sex bästa lagen från Allsvenskan blev kvalificerade för Mästerskapsserien medan de fyra bottenlagen fick spela i nedflyttningsserien Kvalsvenskan med fyra lag från Division 1.

## Segrare
| Titlar | Klubb        |
| ------ | ------------ |
| 1991   | IFK Göteborg |
| 1992   | AIK          |

## Slutsegrar i Mästerskapsserien
| Titlar | Klubb        |
| ------ | ------------ |
| 1      | AIK          |
| 1      | IFK Göteborg |

### Fotnoter
1. ↑  Zendry Svärdkrona (3 oktober 2002). ”Stiltje och explosion” (på svenska). Sportbladet. https://www.aftonbladet.se/sportbladet/a/l1VPr3/stiltje-och-explosion. Läst 24 mars 2016.